# Marcel Iureș
Marcel Iureş, né le 2 août 1951 à Băileşti, est un acteur roumain.
Il joue des rôles importants dans Le Pacificateur face à George Clooney et Nicole Kidman ou encore dans Mission Évasion aux côtés de Bruce Willis et Colin Farrell.
Il participe également aux films : Entretien avec un vampire, Mission impossible, Amen., Layer Cake, Goal ! Naissance d'un prodige et Pirates des Caraïbes : Jusqu'au bout du monde.

## Filmographie
- 1978 : Vis de ianuarie
- 1981 : Castle in the Carpathians
- 1983 : Sa mori ranit din dragoste de viata
- 1985 : Sezonul pescarusilor
- 1985 : Domnisoara Aurica
- 1988 : Vacanta cea mare
- 1989 : Un bulgare de huma
- 1992 : Le Chêne
- 1994 : Somnul insulei
- 1994 : Un été inoubliable
- 1994 : Entretien avec un vampire
- 1996 : Mission impossible
- 1997 : Le Pacificateur
- 1999 : Fii cu ochii pe fericire
- 1999 : The Famous Paparazzo
- 2001 : The Elite
- 2001 : I Hope...
- 2002 : Amen.
- 2002 : Mission Évasion
- 2003 : 3 pazeste
- 2004 : The Tulse Luper Suitcases, 2e partie "Vaux to the Sea"
- 2004 : Layer Cake
- 2005 : Project W
- 2005 : La Crypte
- 2005 : Goal ! Naissance d'un prodige
- 2005 : Isolation
- 2007 : Logodnicii din America
- 2007 : Pirates des Caraïbes : Jusqu'au bout du monde
- 2007 : L'Homme sans âge
- 2008 : Calatoria lui Gruber
- 2009 : The Code
- 2010 : Manusi Rosii
- 2010 : Bunraku
- 2011 : The Phantom Father